# Roig
|  | Per a altres significats, vegeu «Roig (desambiguació)». |

El vermell o roig és el color amb la freqüència més baixa de llum que pot discernir l'ull humà. La llum roja té una longitud d'ona d'entre entre 619 i 780 nm. Hi ha dialectes en què el roig té un matís de color un xic més groguenc que el vermell.
En els éssers humans i els altres mamífers, la sang oxigenada és roja per la presència d'hemoglobina. La llum vermella és la primera a ser absorbida per l'aigua del mar, per això alguns peixos i invertebrats marítims que semblen ser de color roig brillant, són negres en el seu hàbitat natural.
Quan la llum té una freqüència menor que la del roig, es diu que és infraroja. El color vermell és un color primari de llum, juntament amb el blau i el verd.
En psicologia s'usa per animar els pacients en la cromoteràpia, ja que és excitant i s'associa a l'agressivitat o a l'energia. Per això, no és recomanable per a sales d'estudi o llocs que requereixin pau i concentració. Algunes companyies d'assegurances cobraven més als seus clients si conduïen un cotxe vermell, per aquest motiu, normalment quan una persona prefereix el roig com a color preferit, és perquè és una persona bastant impulsiva, i la gent impulsiva té més riscos de patir un accident de tràfic.

## Nom
Tot i que sovint s'utilitzen amb el mateix significat, el cert és que la filologia catalana distingeix entre vermell i roig. El vermell (del francès "vermillon") és el color de la sang arterial, de les roselles, mentre que el roig (del llatí "ruiu", al seu torn del clàssic rubeus") és vermell tirant a groc (per exemple: pèl-roig, pi roig, avet roig, pit-roig, tord ala-roig, entre d'altres). Idèntica distinció s'observa en altres llengües com el japonès, l'hongarès o el coreà. El turc diferencia fins a 3 colors diferents (amb els seus noms) del que a Europa es designa com a tonalitats del mateix color.
També hi ha idiomes que agrupen els colors segons diferents termes bàsics de color i que inclouen diferents tons sota un mateix terme. Les varietats en són les següents:
- Idiomes que diferencien un color vermell com a bàsic.
- Llengües que agrupen els colors groc i vermell amb un sol mot.
- Llengües que no tenen cap paraula per al roig, ja que empren només termes bàsics per a colors clars i foscos.
- Idiomes que dins del roig diferencien variants.

## Història del color vermell

### Prehistòria
Com que el color vermell és un dels primers que es poden percebre per part dels nadons, ocupa un lloc destacat en la història. La disponibilitat de diferents òxids fèrrics usats com a pigments naturals va permetre pintar els primers dibuixos coneguts, els de la cova de Blombos. En el Paleolític superior, el color vermell - ocre va adquirir un caràcter sagrat per la seva relació amb la sang, i per això tant cadàvers com pintures es cobrien de vermell. Els animals de la cova d'Altamira, les figures de Gwion Gwion a Austràlia o les siluetes de la cova de les Mans mostren la persistència d'aquest to al llarg del temps i les diferents regions, i com que no sempre representen de forma realista la coloració de la natura, reforcen aquest caràcter simbòlic. Amb l'aparició del tint obtingut del Kermes vermilio, aquest color es va usar també en la roba.

### Antiguitat
El vermell estava associat a la força i a la vida en l'antic Egipte i, per tant, podia tenir un valor ambivalent, de destrucció irada o d'assegurança de l'existència. En aquest segon sentit és com apareix predominantment en els amulets d'Isis o Tyet. S'emprava àmpliament en cosmètica, tant per a pintar les mans com per als primers pintallavis. S'oposava al blanc (contrari que es mantindria durant segles) i per això la doble corona (que representava la unificació dels dos regnes i, per tant, la totalitat del món) solia representar-se en vermell i blanc. Era el color del desert (de fet aquesta paraula deriva de l'arrel per a indicar vermell, "dšrt") i d'aquí l'associació als perills i al déu Seth.
En l'antiga Grècia el vermell indicava transició, i per això adornava la indumentària dels joves, de les núvies i dels sudaris. El vel nupcial seguiria sent vermell entre els romans i l'alta edat mitjana per la seva vivesa. Com que el planeta Mart es presenta amb tons vermellosos, el déu de la guerra homònim també es lligava al vermell, el to de la ira i la violència. Per aquest motiu els legionaris portaven mig uniforme vermell i en tenyien les insígnies, inclòs l'estendard amb el SPQR. Els generals que desfilaven triomfalment es pintaven la cara colorada.

### Edat mitjana
Per a l'Església catòlica el vermell era el color de la reialesa i de la sang de Crist, per això apareix en les pintures de màrtirs i sants. Els cardenals vestien de roig, i també els vilatans en dies de festa. Era un color d'alt estatus.
Amb el pas dels segles es va anar lligant a l'amor i a la passió. La temptació era vermella, com la poma d'Eva o les prostitutes (el barri roig posterior tindria aquest origen). El mal, representat pel diable, també va acabar sent vermell i va augmentar la marginació del pèl-roig. Judes apareixia sovint amb aquests cabells en l'art mediterrani. A causa d'aquestes connotacions negatives, el color preferit europeu va passar a ser el blau i no el vermell.
En canvi, a la Xina va ser sempre un color prestigiós i àmpliament usat, especialment amb el descobriment dels pigments de cinabri, que permetien un to molt més viu. Era el color de la noblesa (d'aquí que els palaus estiguessin pintats de vermell) i del foc.

### Edat moderna
Els conquistadors espanyols van importar d'Amèrica una nova tècnica per a produir tint a partir de la cotxinilla de la figuera de moro, que va tornar a posar de moda els vestits vermells, associats al luxe per l'alt cost del procediment. Aquest simbolisme perviu en la publicitat contemporània.

### Edat contemporània
Un dels símbols de la Revolució francesa va ser el barret frigi vermell lligat a la llibertat i el nou ordre. D'aquí l'adoptaren moviments com el socialisme, el comunisme i en general les idees polítiques d'esquerres. De fet, a l'estat espanyol durant la Guerra civil i la dictadura, l'insult "roig" equivalia tant a comunista, republicà i qualsevol persona radical i oposada a l'ordre establert feixista. Les banderes soviètiques i afins, els logotips dels partits progressistes i del canvi es van lligar a aquest color, oposant-se al blau de la moderació i el conservadorisme.

## Connotacions
- S'usa per indicar calor (per exemple a l'aixeta o als mapes climàtics).
- És el color per cridar l'atenció d'algú, per això s'usa a les vores dels senyals de trànsit. En els semàfors significa 'atureu-vos'.
- La Creu Roja és una organització humanitària.
- Indica 'aturar-se' (a les curses).
- En religió pot associar-se als màrtirs, per això el porten els capellans a l'estola determinats dies de l'any litúrgic.
- Una targeta vermella en futbol significa l'expulsió del jugador o jugadora.
- És el color del planeta Mart.
- És un color polític símbol de les idees properes al socialisme.
- Les núvies a l'edat mitjana es casaven de vermell (i en algunes regions xineses continuen fent-ho).
- Color típic del Nadal.
- S'associa a l'Imperi britànic.
- En economia, els "nombres vermells" signifiquen deutes, menys a la Xina, que indiquen guanys.
- És el color de l'amor -per això el color del cor és vermell- però també del dimoni.
- Juntament amb el color púrpura, era símbol de poder, per això moltes capes (sobretot reials) tenien aquest color.
- La Caputxeta Vermella és un conegut conte infantil.
- Un pellroja és el nom donat pels europeus als amerindis d'Amèrica del Nord.
- En els mapes electorals, el roig denota els següents partits, normalment en oposició al blau:
  - Argentina: Partit comunista i Partit socialista
  - Canadà: Partit liberal
  - Estat espanyol: Partit Socialista Obrer Espanyol
  - Estats Units d'Amèrica: Partit Republicà
  - Regne Unit: Partit Laborista
  - Uruguai: Partit Colorado
  - Xile: Partit Comunista de Xile i Partit Socialista de Xile
- A la platja, la bandera vermella significa: prohibit banyar-se.
- És el color dels primers pigments usats en l'art rupestre, que sovint tenia un sentit sagrat.
- Un llaç vermell mostra conscienciació sobre la sida.
- S'associa al signe dels bessons i a l'estiu.
- És el color de les noces de robí (al cap de 14 anys de matrimoni).
- El fènix és un animal mitològic d'aquest color, per això simbolitza el renaixement.
- En electricitat, en corrent continu el cable roig indica el positiu, en contraposició al negre (negatiu).
- En electricitat, en corrent altern s'usa sovint per indicar un cable de fase, conjuntament amb el negre.
- En navegació les naus (embarcacions, aeronaus i astronaus) el roig indica el costat de babord, mentre que el verd correspon a estribord.
- En els vehicles de carretera els llums del darrere de posició i gàlib són rojos. I els de fre d'un roig més intens.

## Tonalitats
- maó
- carmí
- cirera
- robí
- escarlata
- carmesí
- vermelló
- gerd
- escarlata

## Exemples de coloracions vermelles
| Nom                    | Mostra | Cod. Hex. | RGB | RGB | RGB | HSV  | HSV  | HSV  |
| ---------------------- | ------ | --------- | --- | --- | --- | ---- | ---- | ---- |
| Almagre                |        | #DD392E   | 221 | 57  | 46  | 4°   | 79%  | 87%  |
| Vermell                |        | #D22C21   | 210 | 44  | 33  | 4°   | 84%  | 82%  |
| Vermelló               |        | #E62E00   | 230 | 46  | 0   | 12°  | 100% | 90%  |
| Cardenal               |        | #C41E3A   | 196 | 30  | 58  | 350° | 85%  | 77%  |
| Carmesí                |        | #A51C30   | 165 | 28  | 48  | 351° | 83%  | 65%  |
| Carmí                  |        | #D10047   | 209 | 0   | 71  | 340° | 100% | 82%  |
| Cirera                 |        | #BE0032   | 190 | 0   | 50  | 344° | 100% | 75%  |
| Escarlata              |        | #FD2D1C   | 253 | 45  | 28  | 5°   | 89%  | 99%  |
| Gerd                   |        | #E61D52   | 230 | 29  | 82  | 344° | 87%  | 90%  |
| Gerani                 |        | #E52D33   | 229 | 45  | 51  | 358° | 80%  | 90%  |
| Granat                 |        | #AA1C47   | 170 | 28  | 71  | 342° | 84%  | 67%  |
| Grana                  |        | #AB2A3E   | 195 | 16  | 58  | 346° | 92%  | 76%  |
| Gules                  |        | #E21313   | 226 | 19  | 19  | 0°   | 92%  | 89%  |
| Hematita roja          |        | #D4442F   | 212 | 68  | 47  | 8°   | 78%  | 83%  |
| Lacre                  |        | #A73330   | 167 | 51  | 48  | 2°   | 71%  | 65%  |
| Lacre                  |        | #C12422   | 193 | 36  | 34  | 1°   | 82%  | 76%  |
| Roig                   |        | #BE0032   | 190 | 0   | 50  | 344° | 100% | 75%  |
| Roig (NCS)             |        | #C40233   | 196 | 2   | 51  | 345° | 99%  | 77%  |
| Roig (automotriu)      |        | #E71837   | 231 | 24  | 55  | 351° | 90%  | 91%  |
| Vermell ataronjat      |        | #E82300   | 232 | 35  | 0   | 9°   | 100% | 91%  |
| Vermell aurora         |        | #B93A32   | 185 | 58  | 50  | 4°   | 73%  | 73%  |
| Vermell bandera        |        | #AD1519   | 173 | 21  | 25  | 358° | 88%  | 68%  |
| Corall                 |        | #E51D2E   | 229 | 29  | 46  | 355° | 87%  | 90%  |
| Rosa corall            |        | #EB6362   | 235 | 99  | 98  | 0°   | 58%  | 92%  |
| Vermell indi o de Falu |        | #A54332   | 165 | 67  | 50  | 9°   | 70%  | 65%  |
| Vermell Ferrari        |        | #CC0000   | 204 | 0   | 0   | 0°   | 100% | 80%  |
| Fúcsia                 |        | #FF005A   | 255 | 0   | 90  | 339° | 100% | 100% |
| Vermell neó            |        | #FE575F   | 254 | 87  | 95  | 357° | 66%  | 100% |
| Vermell persa          |        | #CB1D11   | 203 | 29  | 17  | 4°   | 92%  | 80%  |
| Porpra                 |        | #E30049   | 227 | 0   | 73  | 341° | 100% | 89%  |
| Vermell sang           |        | #9C0001   | 156 | 0   | 1   | 360° | 100% | 61%  |
| Robí                   |        | #E0115F   | 224 | 17  | 95  | 337° | 92%  | 88%  |
| Roig Teula             |        | #B94841   | 185 | 72  | 65  | 4°   | 65%  | 73%  |
| Tomàquet               |        | #D5303E   | 213 | 48  | 62  | 355° | 77%  | 84%  |
| Vi negre               |        | #820000   | 130 | 0   | 0   | 0°   | 100% | 51%  |